# Skřivan (rybník)
Rybník Skřivan o rozloze vodní plochy 2,0 ha se nalézá asi 200 m severovýchodně od zámečku Skřivany u silnice u silnice III. třídy č. 3262 vedoucí ze Skřivan do obce Podoliby. Rybník je využíván pro chov ryb a sportovní rybolov.
Rybník Skřivan je pozůstatkem bývalé rozsáhlé Chlumecké rybniční soustavy, která v době svého největšího rozkvětu čítala na 193 rybníků vybudovaných v průběhu 15. až 16. století v oblasti povodí řek Cidliny a Bystřice.

## Galerie

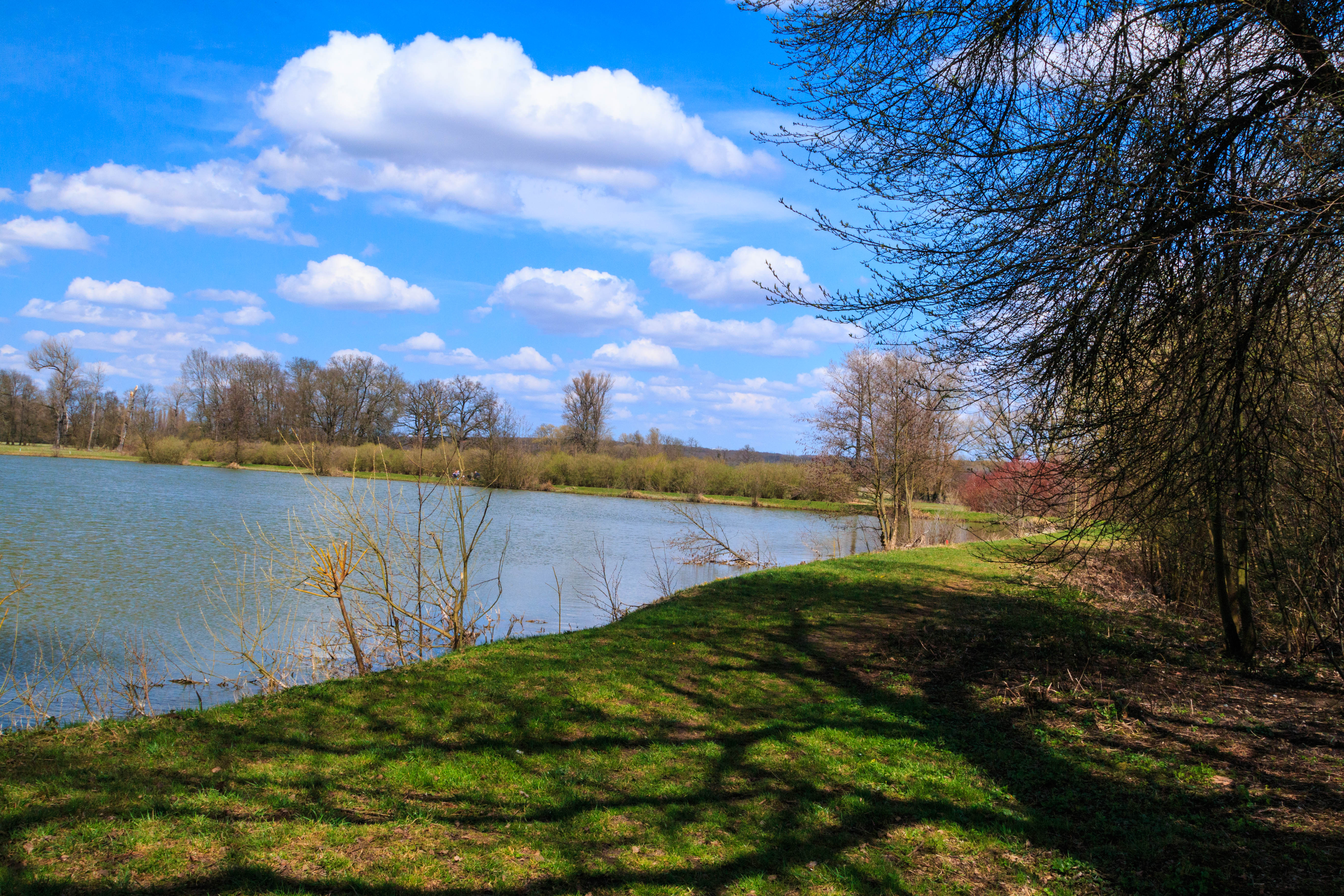
Pohled na rybník Skřivan
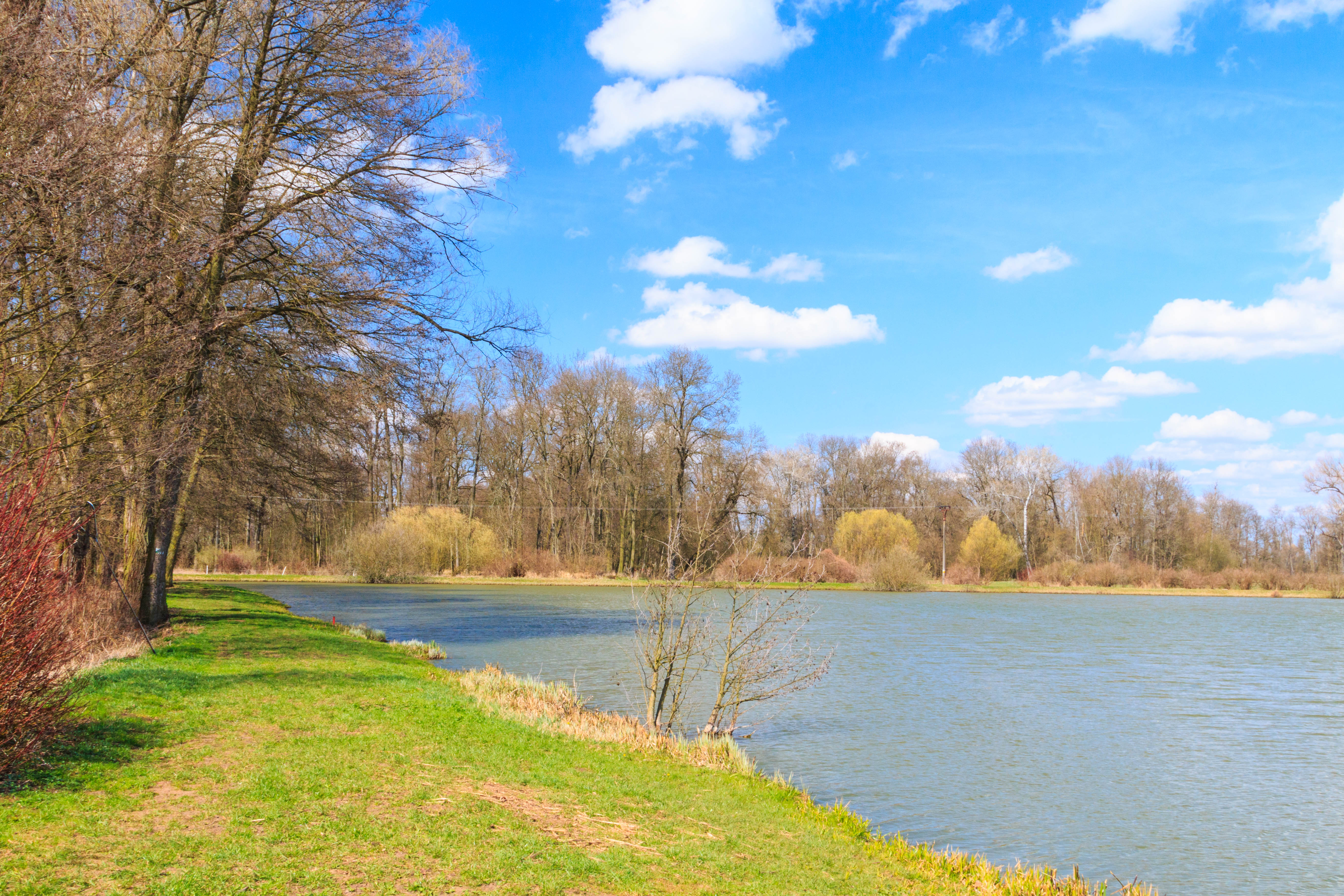
Pohled na rybník Skřivan
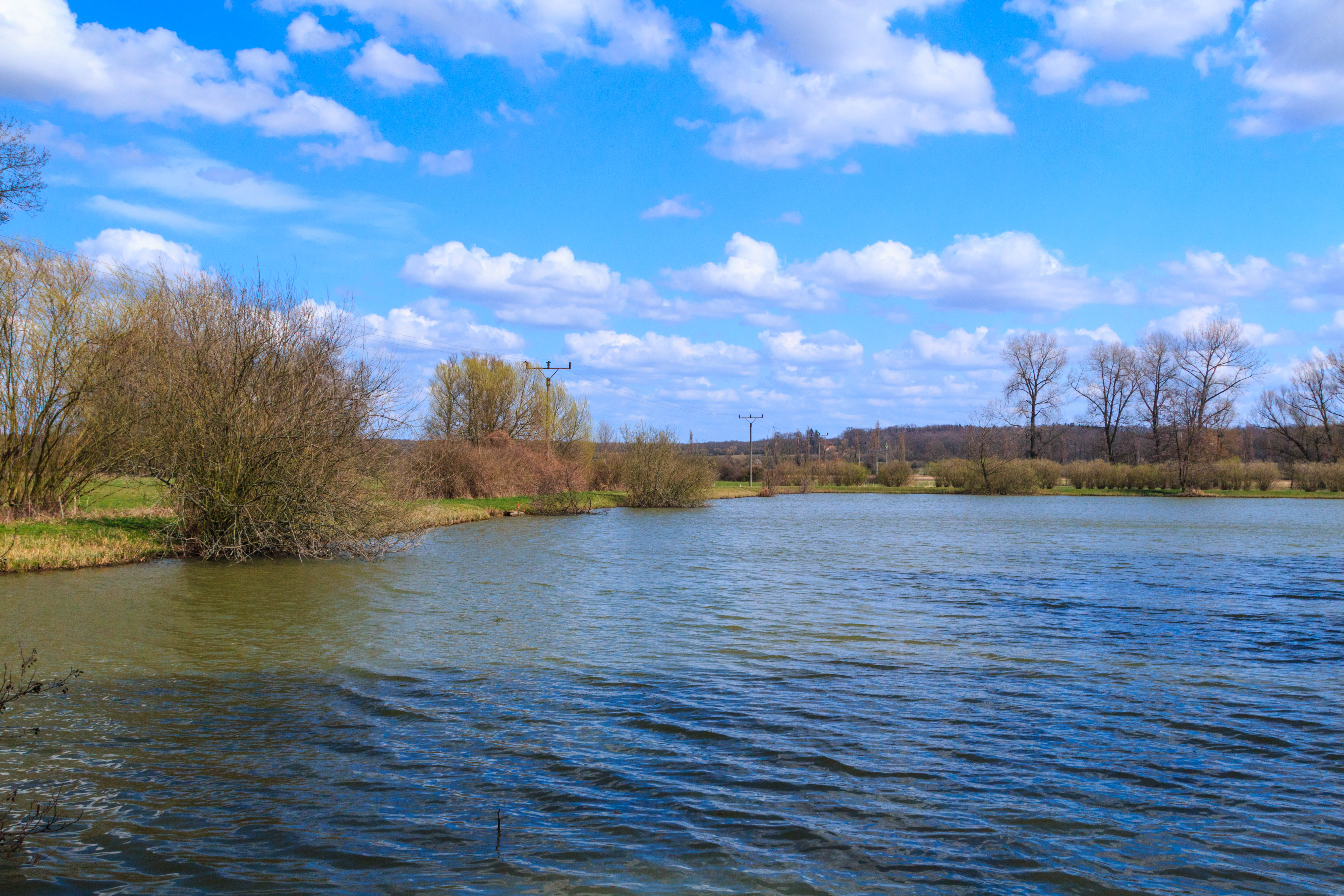
Pohled na rybník Skřivan
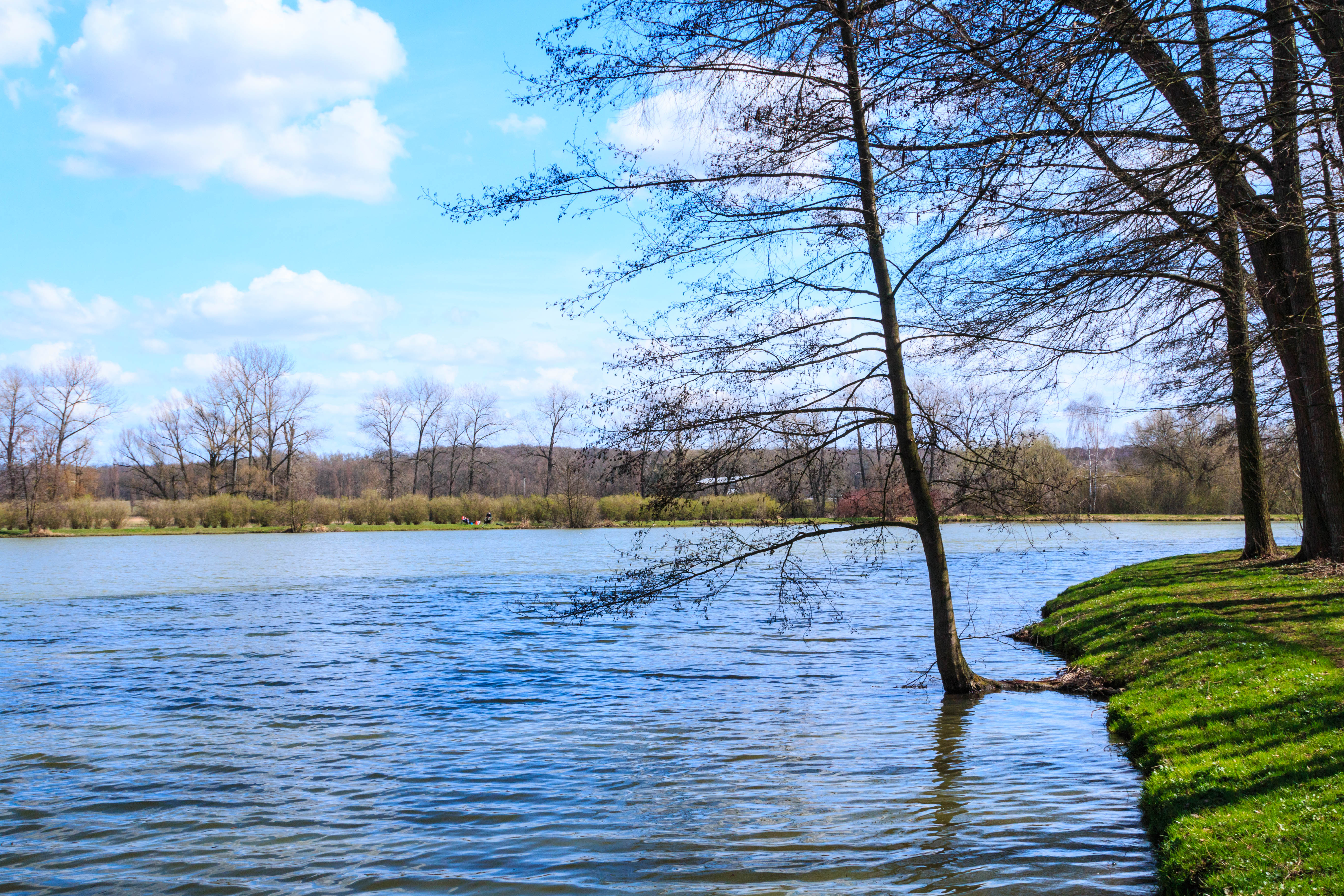
Pohled na rybník Skřivan